# Knight Nunatak
Knight Nunatak är en nunatak i Antarktis. Den ligger i Östantarktis. Australien gör anspråk på området. Toppen på Knight Nunatak är 193 meter över havet.
Terrängen runt Knight Nunatak är kuperad åt sydväst, men åt nordost är den platt. Havet är nära Knight Nunatak åt nordost. Trakten är obefolkad. Det finns inga samhällen i närheten.